# Пітушківська сільська рада
Пітушкі́вська сільська́ ра́да — колишній орган місцевого самоврядування у Млинівському районі Рівненської області. Адміністративний центр — село Пітушків.

## Загальні відомості
- Пітушківська сільська рада утворена в 1940 році.
- Територія ради: 24,1 км²
- Населення ради: 875 осіб (станом на 2001 рік)

## Населені пункти
Сільській раді підпорядковані населені пункти:
- с. Пітушків
- с. Річище
- с. Тушебин

## Склад ради
Рада складається з 12 депутатів та голови.
- Голова ради: Кобець В'ячеслав Олександрович
- Секретар ради: Подгей Лариса Андріївна

### Керівний склад попередніх скликань
| Прізвище, ім'я, по батькові    | Основні відомості                                                                                          | Дата обрання | Дата звільнення |
| ------------------------------ | --- | ------------ | --------------- |
| Бережний Анатолій Сергійович   | Сільський голова, 1965 року народження, член Народної партії                                               | 26.03.2006   | 31.10.2010      |
| Кобець В'ячеслав Олександрович | Сільський голова, 1968 року народження, освіта середня загальна, член Всеукраїнського об'єднання «Свобода» | 31.10.2010   |                 |

Примітка: таблиця складена за даними сайту Верховної Ради України